# Ram (char)
Pour les articles homonymes, voir RAM.
Le Ram est un char moyen basé sur le M3 américain et produit au Canada au début de la Seconde guerre mondiale. Il n’a jamais été utilisé au combat et a été remplacé par le M4 Sherman dès que celui-ci a été disponible.

## Dénomination
Dans la nomenclature canadienne, les cinquante premiers exemplaires produits, dont le canon est différent, sont appelés Ram I, tandis que les suivants ont reçus la dénomination Ram II. L’United States Army leur attribue toutefois des appellations différentes : le Ram I y est ainsi appelé M3 (Canadian), le terme M3A6, un temps envisagé, n’ayant pas été finalement retenu ; le Ram II correspond quant à lui à la dénomination M4A5.

## Histoire

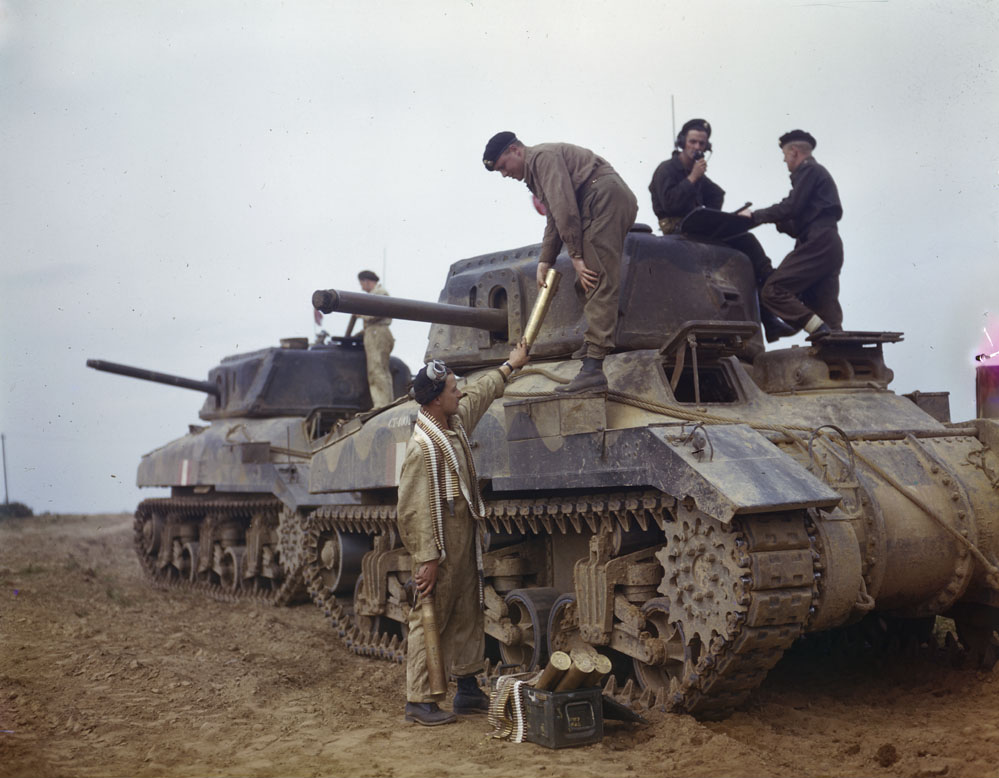
Réapprovisionnement en munition d’un Ram vers 1943.

Ayant perdu la majorité de leur matériel roulant à la suite de la défaite des Alliés en France, le Royaume-Uni cherche à acquérir pendant l’été 1940 des véhicules blindés auprès des États-Unis. Ceux-ci, qui ont suivi de près la situation européenne, viennent alors d’abandonner le M2 et de lancer en urgence la production d’un nouveau char, le M3, pour répondre aux nouveaux enjeux de la guerre moderne. Les Britanniques étant vu refusés la production de leurs chars aux États-Unis par les Américains, ils se tournent vers l’acquisition d’une version modifiée du M3, dénommée Grant. Le Grant n’est toutefois pas considéré comme vraiment satisfaisant par les Britanniques et, estimant ne pas pouvoir attendre son successeur, ils lancent une collaboration avec les Canadiens afin de produire dans ce pays un char basé sur le M3, mais modifié plus en profondeur afin de mieux répondre à leurs besoins.

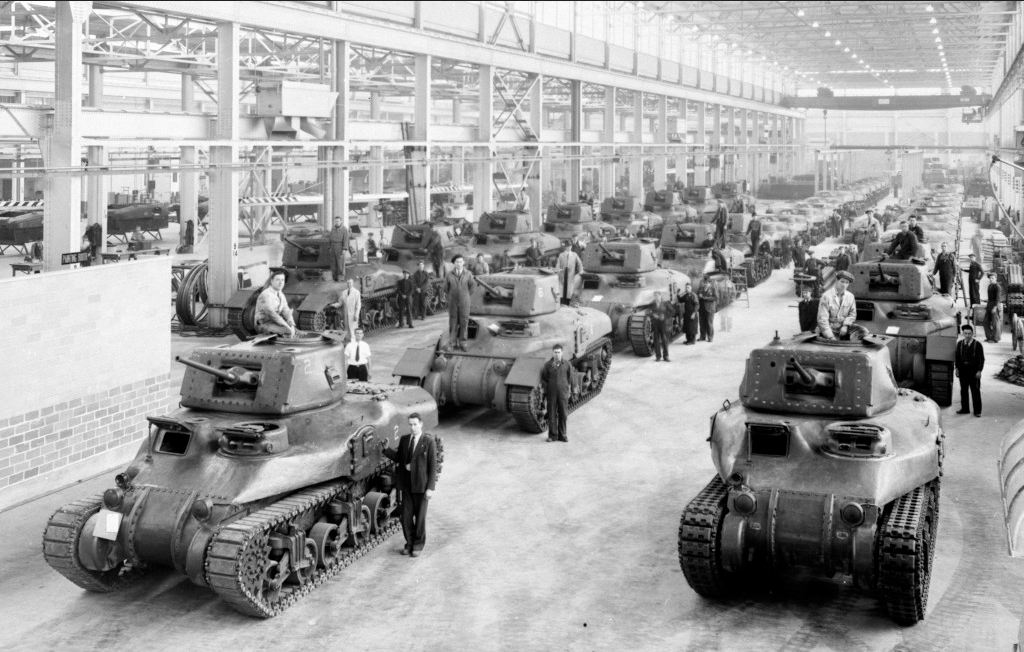
Chars produits par l'usine Montreal Locomotive Works.

L’entreprise Montreal Locomotive Works, une filiale de l’American Locomotive Works qui produit déjà le M3, est choisie pour développer et assembler le nouveau véhicule, qui réutilisera l’ensemble propulsif du M3, mais dont la coque et la tourelle seront complémentent repensés. L’armement prévu est un 6-pounder britannique, mais en l’absence de monture adaptée, les Canadiens doivent dans un premier temps se rabattre sur un simple 2-pounder prélevé sur les chaînes d’assemblage du Valentine. Le premier prototype est terminé en juin 1941 et testé en juillet à Aberdeen, cinquante véhicules étant produit avant la fin de l’année, sous le nom de Ram I.

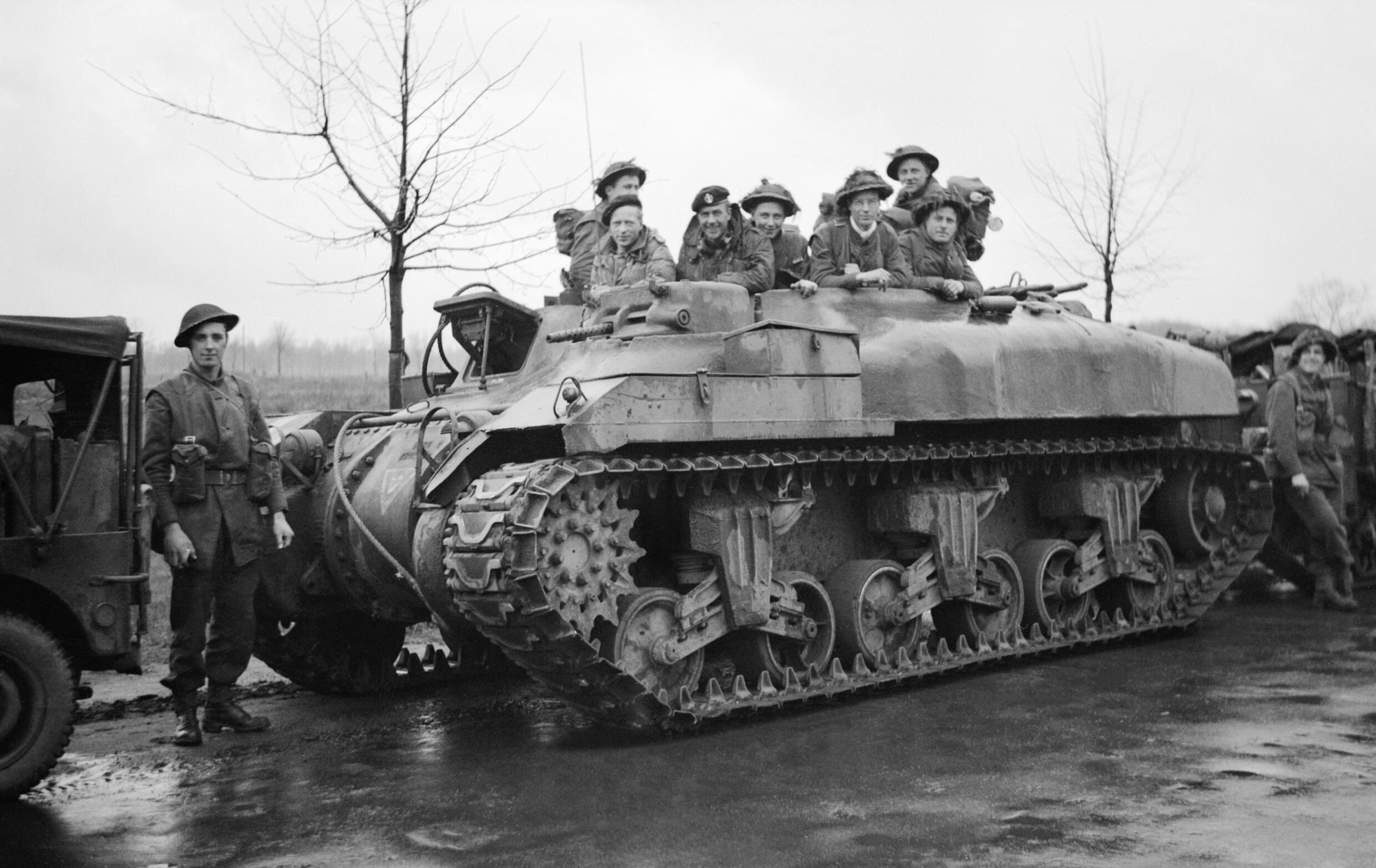
Un Ram converti en transport de troupes Kangaroo de la 53e division d'infanterie britannique.

Pendant ce temps, les Canadiens parviennent à développer une monture pour le 6-pounder et la production de la nouvelle version équipée de cette arme débute en janvier 1942 et elle est appelée ultérieurement Ram II. La production se poursuit ensuite jusqu’à l’été 1943, date à laquelle la disponibilité du M4 rend le Ram inutile. Au total 1 949 exemplaires sont produits. Il n’a lui-même pas été utilisé au combat, mais s’est révélé précieux pour former l’armée canadienne au combat avec des véhicules blindés.
Une partie des chars sera converti en transports de troupes Kangoroo et utilisé par les armées britanniques et canadiennes après le débarquement de Normandie.

### Aux Pays-Bas

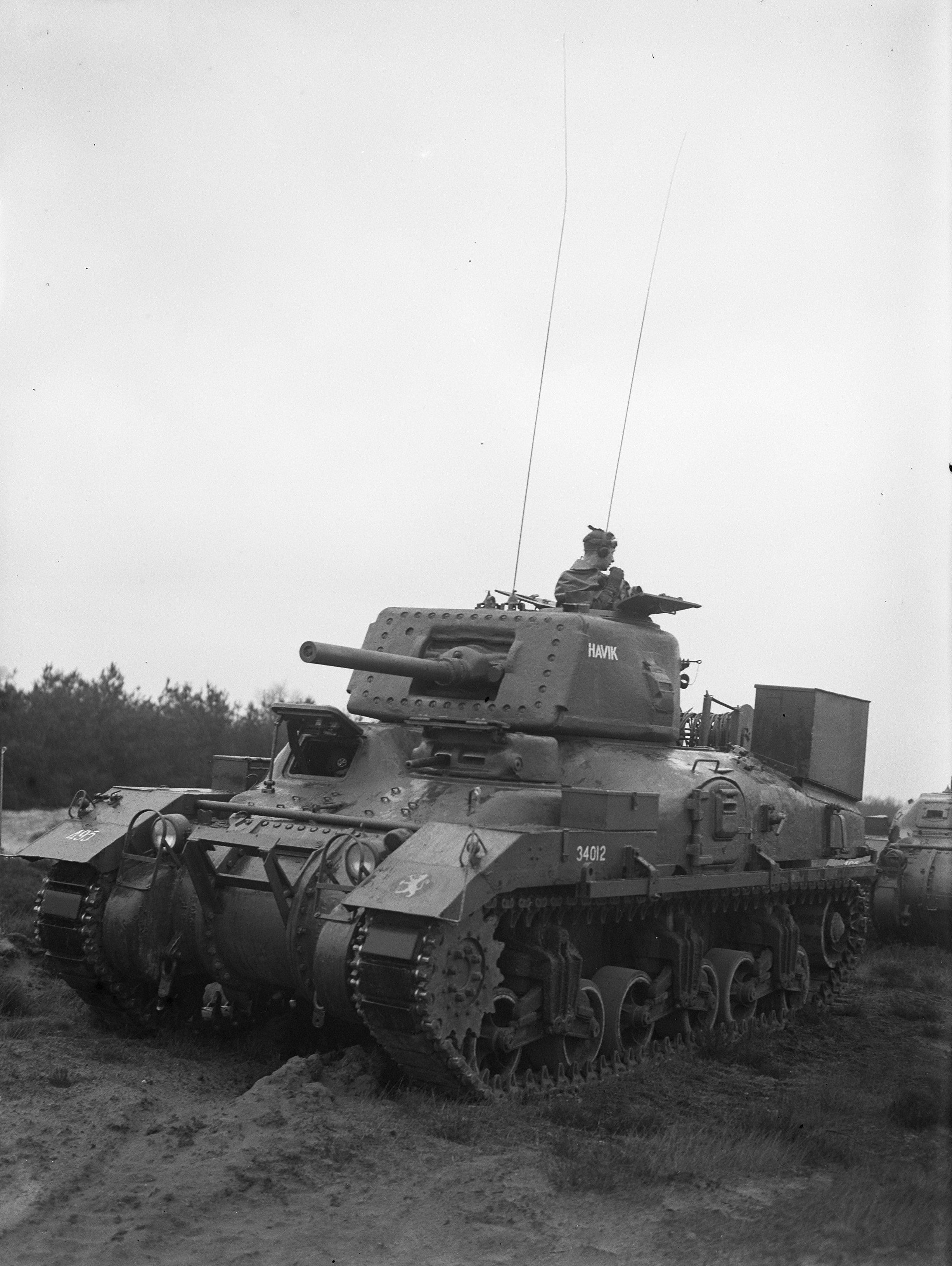
Un char Ram néerlandais en manœuvres à Oldebroek en 1948.

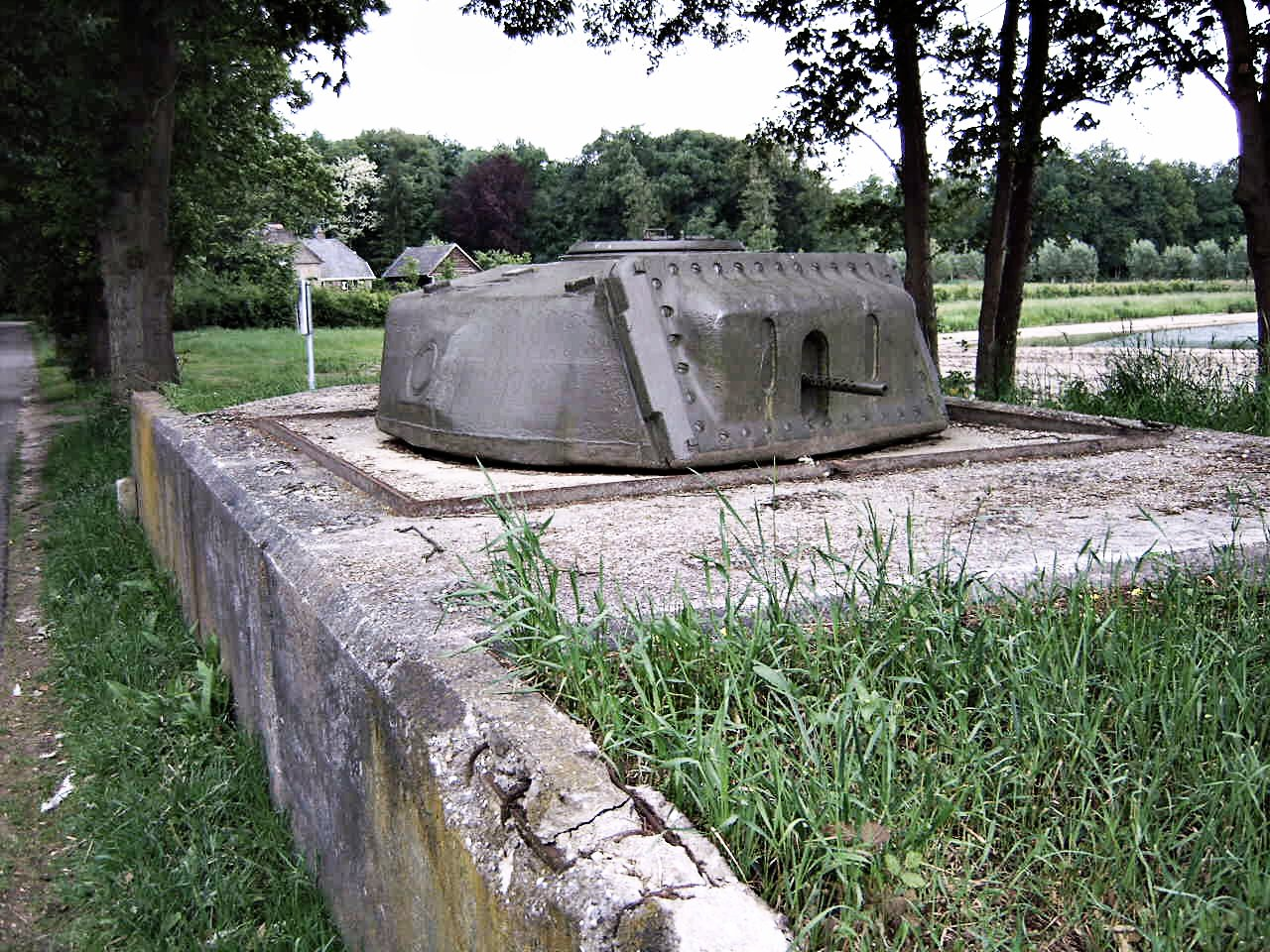
Une tourelle de RAM utilisé comme casemate aux Pays-Bas.

En 1945, les Forces armées néerlandaises a obtenu du Canada l'autorisation de prendre gratuitement possession de tous les Rams dans les entrepôts militaires aux Pays-Bas. Les chars non encore convertis en transport de troupes Kangaroo, furent utilisés par les premières unités blindées hollandaises, les 1er et 2e Bataillons de chars (1e et 2e Bataljon Vechtwagens). L'effectif nominal était de 53 chars par bataillon; en réalité l'état d'entretien des Rams était assez bas et il n'a pas été possible de tous les remettre en état de fonctionnement.
En 1947, le Royaume-Uni a fourni à l'armée néerlandaise un autre ensemble de 44 Rams en bon état. Parmi ceux-ci, 40 étaient équipés du canon britannique de 75 mm, 4 étaient en version véhicule d'observation d'artillerie. Le nombre de Rams opérationnels dans l'armée néerlandaise est passé à 73, dont 2 Ram Mk.I. En 1950, seuls 50 d'entre eux étaient encore en activité. Entre 1951 et 1964, certains ont été réutilisés comme tourelles statiques dans le groupe de fortifications de la ligne IJssel, la dernière construction de la Ligne d'eau hollandaise ; leurs coques ont été enterrées et recouvertes de béton, ne laissant émerger que les tourelles.

## Caractéristiques

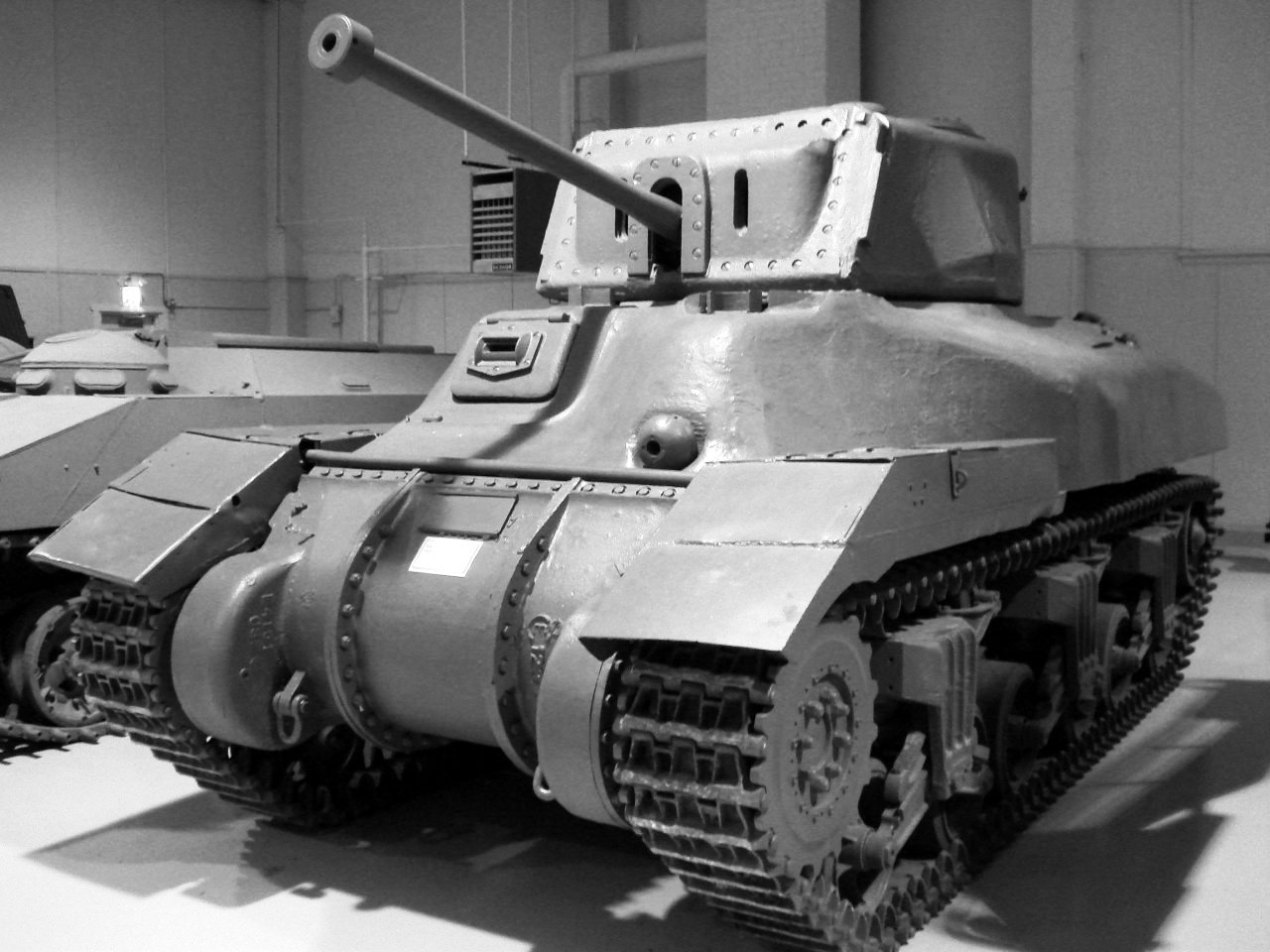
Ram II de fin de production, sans la tourelle auxiliaire et les portes latérales.

L’ensemble propulsif est celui du M3, avec un moteur en étoile Continental R-975-EC2 de 340 hp à 2 400 t/m. Vers la fin de la production, celui-ci se vit toutefois substituer un moteur Continental R-975-C1, qui permet d’utiliser une essence avec un indice d’octane de 80 au lieu de 92, facilitant l’approvisionnement. Les chenilles peuvent grandement varier d’un exemplaire à l’autre, le Ram pouvant utiliser n’importe quel modèle de chenille destiné au M3 ou au M4. Il existe également un modèle de fabrication canadienne, comptant 103 maillons en acier, mais dont l’installation nécessite un barbotin différent, le pas entre deux dents étant différent.
À l’inverse du M3, dont la grande majorité des exemplaires construits ont une coque rivetée, la partie supérieure de la coque du Ram est moulée d’une seule pièce. En revanche, elle dispose tout comme son modèle de portes sur ses flancs, qui seront néanmoins éliminées assez rapidement en cours de production.
Les cinquante premiers exemplaires, dits Ram I, sont armés d’un canon de 2-pounder et les suivants, dits Ram II, d’un canon de 6-pounder, dans les deux cas disposés en tourelle. Bien qu’efficace contre les chars, le 6-pounder dispose d’un calibre trop faible pour que ses obus explosifs soient réellement efficaces, réduisant de ce fait sa versatilité.
L’armement secondaire est constitué d’une mitrailleuse Browning M1919 coaxiale et d’une autre disposée dans un tourelleau monté à l’avant gauche de la caisse. Ce dernier est supprimé sur les dernières centaines d’exemplaires produits et remplacé par une simple monture boule. Une troisième mitrailleuse de même modèle est stockée dans le char et peut être installée sur le toit de la tourelle pour défendre le véhicule contre les attaques aériennes.

## Variantes

### Command & Observation Post Tank
Variante du Ram produite à partir de 1943 afin de servir de poste de commandement et d’observatoire d’artillerie blindé. À l’inverse du Ram original, ce véhicule est très employé au combat par les Canadiens et les 84 exemplaires produits initialement spécifiquement pour cet usage se montrent insuffisant, conduisant à créer de nouveaux véhicules en convertissant des chars Ram déjà produits. Le Command & Observation Post Tank semble extérieurement identique au Ram, mais son armement de tourelle est en réalité factice, l’intérieur de celle-ci étant réaménagé pour accueillir quatre hommes et l’équipement nécessaire au commandement et au pointage de l’artillerie.

### Chasseur de chars à canon QF 3,7 pouces
En 1941, le major-général Frederick « Frank » Worthington (1889 – 1967) (en), fondateur de la 1re Brigade blindée canadienne, proposa qu'un canon anti-aérien QF 3,7 pouces de 94 mm soit monté sur un châssis Ram pour agir comme un canon anti-tank mobile. Il a affirmé que les canons Ordnance QF 2 pounder de 40 mm et Ordnance QF 6 pounder de 57 mm seraient bientôt considérés comme inefficaces contre la prochaine génération de chars allemands. Un certain nombre de prototypes ont été produits, dont un envoyé en Grande-Bretagne pour des essais. Ces prototypes ne seront jamais utilisés en service.

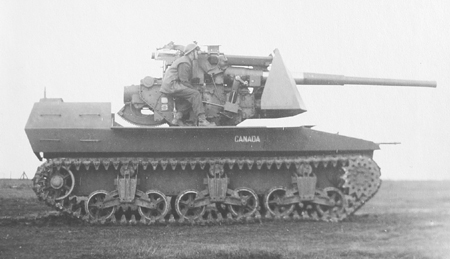
RAM QF 3,7 gun